# Tal Sade
Tal Sade (2002) es un deportista israelí que compite en vela en las clases 470 y 49er.
Ganó una medalla de plata en el Campeonato Mundial de 470 de 2021 y una medalla de bronce en el Campeonato Europeo de 49er de 2025.

## Palmarés internacional
| Campeonato Mundial | Campeonato Mundial   | Campeonato Mundial | Campeonato Mundial |
| Año                | Lugar                | Medalla            | Clase              |
| ------------------ | -------------------- | ------------------ | ------------------ |
| 2021               | Vilamoura (Portugal) | Medalla de plata   | 470 mixto          |

| Campeonato Europeo | Campeonato Europeo | Campeonato Europeo | Campeonato Europeo |
| Año                | Lugar              | Medalla            | Clase              |
| ------------------ | ------------------ | ------------------ | ------------------ |
| 2025               | Salónica (Grecia)  | Medalla de bronce  | 49er               |